# 平事件

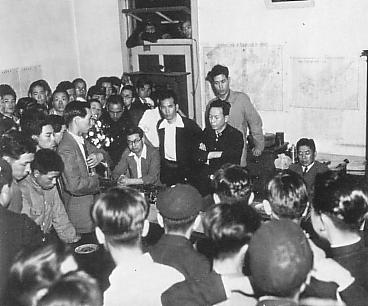
署内に乱入した群集

平事件（たいらじけん）は、1949年（昭和24年）6月30日に、福島県平市（現在のいわき市平）で発生した公安事件。

## 経過

### 発端
1949年4月13日、日本共産党福島県石城地区委員会は、平市警察（現在のいわき中央警察署）に、宣伝用の掲示板を設置するために道路一時使用許可申請を出した。
平市警察はこれを受理・許可したが、この掲示板は平市街地にあったため、予想外の人だかりができ、交通の障害となったため、許可の取り消しをしたところ、「政治運動に対する弾圧」として共産党が反発し、平市警察と対立するようになった。

### 勃発
1949年6月30日早朝より、共産党員や在日本朝鮮人連盟の朝鮮人を動員し、湯本町や内郷町（両町とも現在のいわき市）の自治体警察に押しかけて、平市警察に応援を出さないことを確約させた後、15時30分頃にトラックで平市警察署に押しかけた。
群集は「インターナショナル」を歌いながら気勢を上げて署内に乱入した。18時頃になると署長室だけでも80人が侵入するなど大混乱に陥った。侵入を阻止しようとする署員に対しては殴る蹴るの暴力を加え、署の窓ガラスを次々と割っていった。
群集の一団は留置場にも侵入し、先程逮捕され留置された者を奪還、逆に警察官を留置場に閉じ込めた。群集は公安委員会の招集と署長の辞職を要求した。
この間、署の玄関に赤旗を交差させて掲げ、「人民警察ができた」などと呼号したり、市内各所に検問所を設けて警戒に当たるなど無警察状態に陥った。
23時頃になって、近県より警察の応援部隊がやってくるという情報が入ったため、ようやく解散した。

## 裁判
国家地方警察の応援の下、平市警察署に捜査本部が設けられ、231人を騒擾罪の容疑で検挙した。そのうち159人が起訴された。
1949年9月1日、第一回公判が福島地方裁判所で開かれたが、松川事件が発生したために福島地方裁判所平支部に移された。平支部では、250人収容の大法廷を特設して対応することとなった。公判を重ねること161回、証人も266人にのぼったが、被告らは公判の途中、容共派と反共派の二派にわかれたため分離公判となった。
一審では騒擾罪が認められなかったが、1958年6月30日、二審の仙台高等裁判所で原判決を破棄、逆転有罪となり、1960年12月8日に最高裁判所は上告を棄却し、有罪が確定した。